# 1694 en droit
Chronologie en droit

Cet article présente les faits marquants de l'année 1694 en droit.

## Événements
- Japon : dix guildes d’Edo reçoivent une approbation officielle du shogounat[1].

- 27 juillet : Tonnage Act bill[2]. le Parlement anglais permet l’ouverture de la Banque d'Angleterre à Londres, dans le Mercer's Hall (Cheapside). C’est une société anonyme par action au capital de 1,2 million de livres fondée en vue d’opération financières ; dépôts, gestion de comptes, virements de compte à compte, escompte des effets de commerce, émission de billets de banque. Elle est destinée à financer la guerre à coups d’emprunts.

- 22 décembre :  nouveau Triennal Act fixant à trois ans le mandat parlementaire  en Angleterre[3]. Institution d’une liste civile annuelle pour résoudre la question des finances royales. Les besoins spécifiques seront couverts par des lois de finances (Money Bills) votées au coup par coup.

## Naissances
- 23 mars : Charles-Louis Caissotti, juriste et homme politique italien, chargé de réviser la partie concernant les lois civiles des Regie Costituzioni du royaume de Sardaigne († 7 avril 1779.)